# UCI Europa Tour 2018
L'UCI Europa Tour 2018 és la catorzena edició de l'UCI Europa Tour, un dels cinc circuits continentals de ciclisme de la Unió Ciclista Internacional. Està format per més de 300 proves, organitzades del 25 de gener al 7 d'octubre de 2018 a Europa.

## Evolució del calendari

### Gener
| Data | Cursa                                       | País    | Cat. | Vencedor           | Equip            |
| ---- | ------------------------------------------- | ------- | ---- | ------------------ | ---------------- |
| 25   | Trofeu Porreres-Felanitx-Ses Salines-Campos | Espanya | 1.1  | John Degenkolb     | Trek-Segafredo   |
| 26   | Trofeu Serra de Tramuntana                  | Espanya | 1.1  | Tim Wellens        | Lotto-Soudal     |
| 27   | Trofeu Andratx-Mirador des Colomer          | Espanya | 1.1  | Toms Skujiņš       | Trek-Segafredo   |
| 28   | Trofeu Palma                                | Espanya | 1.1  | John Degenkolb     | Trek-Segafredo   |
| 28   | Gran Premi d'Obertura La Marseillaise       | França  | 1.1  | Alexandre Geniez   | AG2R La Mondiale |
| 31-4 | Étoile de Bessèges                          | França  | 2.1  | Tony Gallopin      | AG2R La Mondiale |
| 31-4 | Volta a la Comunitat Valenciana             | Espanya | 2.1  | Alejandro Valverde | Movistar Team    |

### Febrer
| Data  | Cursa                     | País      | Cat. | Vencedor           | Equip                  |
| ----- | ------------------------- | --------- | ---- | ------------------ | ---------------------- |
| 8-11  | Tour La Provence          | França    | 2.1  | Alexandre Geniez   | AG2R La Mondiale       |
| 10    | Volta a Múrcia            | Espanya   | 1.1  | Luis León Sánchez  | Astana Qazaqstan Team  |
| 11    | Clàssica d'Almeria        | Espanya   | 1.1  | Caleb Ewan         | Mitchelton-Scott       |
| 11    | Trofeu Laigueglia         | Itàlia    | 1.HC | Moreno Moser       | Itàlia                 |
| 14-18 | Volta a l'Algarve         | Portugal  | 2.HC | Michał Kwiatkowski | Team Sky               |
| 14-18 | Volta a Andalusia         | Espanya   | 2.HC | Tim Wellens        | Lotto-Soudal           |
| 17-18 | Tour de l'Alt Var         | França    | 2.1  | Jonathan Hivert    | Direct Énergie         |
| 18    | Gran Premi Alanya         | Turquia   | 1.2  | Kirill Pozdnyakov  | Synergy Baku Project   |
| 18    | Gran Premi Laguna         | Croàcia   | 1.2  | Paolo Totò         | Sangemini-MG.Kvis-Vega |
| 22-25 | Tour d'Antalya            | Turquia   | 2.2  | Artem Ovechkin     | Marathon-Tula          |
| 24    | Classic Sud Ardèche       | França    | 1.1  | Romain Bardet      | AG2R La Mondiale       |
| 25    | Kuurne-Brussel·les-Kuurne | Bèlgica   | 1.HC | Dylan Groenewegen  | Team LottoNL-Jumbo     |
| 25    | Drôme Classic             | França    | 1.1  | Lilian Calmejane   | Direct Énergie         |
| 25    | Gran Premi d'Izola        | Eslovènia | 1.2  | Dušan Rajović      | Adria Mobil            |
| 27    | Le Samyn                  | Bèlgica   | 1.1  | Niki Terpstra      | Quick-Step Floors      |
| 28    | Umag Trophy               | Croàcia   | 1.2  | Krister Hagen      | Coop                   |

### Març
| Data  | Cursa                                                 | País          | Cat. | Vencedor           | Equip                        |
| ----- | ----------------------------------------------------- | ------------- | ---- | ------------------ | ---------------------------- |
| 2-5   | Tour del Mediterrani                                  | Turquia       | 2.2  | Onur Balkan        | Torku Şekerspor              |
| 3     | Poreč Trophy                                          | Croàcia       | 1.2  | Emīls Liepiņš      | ONE Pro Cycling              |
| 4     | Gran Premi de Lillers-Souvenir Bruno Comini           | França        | 1.2  | Jérémy Lecroq      | Vital Concept                |
| 4     | G.P. de la Indústria i l'Artesanat de Larciano        | Itàlia        | 1.HC | Matej Mohorič      | Bahrain-Merida               |
| 4     | A través de Flandes Occidental-Johan Museeuw Classics | Bèlgica       | 1.1  | Rémi Cavagna       | Quick-Step Floors            |
| 4     | Gran Premi de Rodes                                   | Grècia        | 1.2  | Matteo Moschetti   | Polartec-Kometa              |
| 8-11  | Istrian Spring Trophy                                 | Croàcia       | 2.2  | Krister Hagen      | Team Coop                    |
| 9-11  | Volta a Rodes                                         | Grècia        | 2.2  | Mirco Maestri      | Bardiani CSF                 |
| 11    | París-Troyes                                          | França        | 1.2  | Adrien Petit       | Direct Énergie               |
| 11    | Gran Premi Side                                       | Turquia       | 1.2  | Stepan Astafyev    | Vino-Astana Motors           |
| 11    | Tour de Drenthe                                       | Països Baixos | 1.HC | František Sisr     | CCC Sprandi Polkowice        |
| 11    | Dorpenomloop Rucphen                                  | Països Baixos | 1.2  | Mikkel Bjerg       | Hagens Berman-Axeon          |
| 11    | Clàssica da Arrabida-Cyclin'Portugal                  | Portugal      | 1.2  | Dmitry Strakhov    | Lokosphinx                   |
| 14    | Nokere Koerse                                         | Bèlgica       | 1.HC | Fabio Jakobsen     | Quick-Step Floors            |
| 14-18 | Volta a l'Alentejo                                    | Portugal      | 2.2  | Luís Mendonça      | Aviludo-Loletano             |
| 16    | Handzame Classic                                      | Bèlgica       | 1.HC | Álvaro Hodeg       | Quick-Step Floors            |
| 18    | La Popolarissima                                      | Itàlia        | 1.2  | Giovanni Lonardi   | Zalf Euromobil Désirée Fior  |
| 18    | Gran Premi de Denain                                  | França        | 1.HC | Kenny Dehaes       | WB Veranclassic Aqua Protect |
| 19-25 | Tour de Normandia                                     | França        | 2.2  | Thomas Stewart     | JLT Condor                   |
| 21    | Tres dies de Bruges-De Panne                          | Bèlgica       | 1.HC | Elia Viviani       | Quick-Step Floors            |
| 22-25 | Setmana Internacional de Coppi i Bartali              | Itàlia        | 2.1  | Diego Rosa         | Team Sky                     |
| 22-25 | Tour de Cartier                                       | Turquia       | 2.2  | Cristian Raileanu  | Torku Şekerspor              |
| 24    | Clàssica Loira Atlàntic                               | França        | 1.1  | Rasmus Quaade      | BHS-Almeborg Bornholm        |
| 25    | Clàssica Aldeias do Xisto                             | Portugal      | 1.2  | Daniel Mestre      | Efapel                       |
| 25    | Gran Premi Cholet-País del Loira                      | França        | 1.1  | Thomas Boudat      | Direct Énergie               |
| 29-30 | Tour of Faith Sultan Mehmet                           | Turquia       | 2.2  | Galym Akhmetov     | Astana City                  |
| 30    | Ruta Adélie de Vitré                                  | França        | 1.1  | Silvan Dillier     | AG2R La Mondiale             |
| 31    | Gran Premi Miguel Indurain                            | Espanya       | 1.1  | Alejandro Valverde | Team Movistar                |
| 31    | Visegrad 4 Bicycle Race-GP Slovakia                   | Eslovàquia    | 1.2  | Maciej Paterski    | CCC Sprandi Polkowice        |
| 31    | Volta Limburg Classic                                 | Països Baixos | 1.1  | Jan Tratnik        | CCC Sprandi Polkowice        |
| 31-2  | Triptyque des Monts et Châteaux                       | Bèlgica       | 2.2  | Jasper Philipsen   | Hagens Berman-Axeon          |

### Abril
| Data  | Cursa                                     | País                 | Cat. | Vencedor               | Equip                              |
| ----- | ----------------------------------------- | -------------------- | ---- | ---------------------- | ---------------------------------- |
| 1     | Roue tourangelle                          | França               | 1.1  | Marc Sarreau           | Groupama-FDJ                       |
| 1     | Gran Premi Adria Mobil                    | Eslovènia            | 1.2  | Filippo Fortin         | Tirol Cycling Team                 |
| 1     | Trofeu Piva                               | Itàlia               | 1.2U | Paolo Baccio           | Mastromarco FC Nibali Sensi Cipros |
| 2     | Giro del Belvedere                        | Itàlia               | 1.2U | Robert Stannard        | Mitchelton Scott                   |
| 3-6   | Circuit de La Sarthe                      | França               | 2.1  | Guillaume Martin       | Wanty-Groupe Gobert                |
| 3     | Gran Premi Palio del Recioto              | Itàlia               | 1.2U | Stefan de Bod          | Dimension Data-Qhubeka             |
| 4     | Grote Scheldeprijs                        | Bèlgica              | 1.HC | Fabio Jakobsen         | Quick-Step Floors                  |
| 6-8   | Circuit de les Ardenes                    | França               | 2.2  | Anthony Maldonado      | Saint Michel-Auber 93              |
| 7     | Trofeu Edil C                             | Itàlia               | 1.2U | Alessandro Fedeli      | Trevigiani-Phonix-Hemus 1896       |
| 8     | Klasika Primavera                         | Espanya              | 1.1  | Andrey Amador          | Movistar Team                      |
| 10    | París-Camembert                           | França               | 1.1  | Lilian Calmejane       | Direct Énergie                     |
| 11-15 | Tour de Loir i Cher                       | França               | 2.2  | Asbjørn Kragh Andersen | Virtu Cycling                      |
| 11    | Fletxa Brabançona                         | Bèlgica              | 1.HC | Tim Wellens            | Lotto Soudal                       |
| 13-15 | Volta Internacional Cova da Beira         | Portugal             | 2.1  | Dmitry Strakhov        | Lokosphinx                         |
| 14    | Tour du Finistère                         | França               | 1.1  | Jonathan Hivert        | Direct Énergie                     |
| 14    | Lieja-Bastogne-Lieja sub-23               | Bèlgica              | 1.2U | João Almeida           | Hagens Berman-Axeon                |
| 15    | Tro Bro Leon                              | França               | 1.1  | Christophe Laporte     | Cofidis                            |
| 16-20 | Tour dels Alps                            | Itàlia               | 2.HC | Thibaut Pinot          | Groupama-FDJ                       |
| 17-22 | Tour de Croàcia                           | Croàcia              | 2.HC | Kanstantsin Siutsou    | Bahrain-Merida                     |
| 19-22 | Tour de Mersin                            | Turquia              | 2.2  | Eduard Vorganov        | Minsk CC                           |
| 20-22 | Volta a Castella i Lleó                   | Espanya              | 2.1  | Rubén Plaza            | Israel Cycling Academy             |
| 21    | Visegrad 4 Bicycle Race-GP Czech Republic | Txèquia              | 1.2  | Alois Kankovsky        | Elkov-Author                       |
| 21    | Arno Wallaard Memorial                    | Països Baixos        | 1.2  | Joshua Huppertz        | Lotto-Kern-Haus                    |
| 21-22 | Tour del Jura                             | França               | 2.2  | Carl Fredrik Hagen     | Joker Icopal                       |
| 22    | Giro dels Apenins                         | Itàlia               | 1.1  | Giulio Ciccone         | Bardiani CSF                       |
| 22    | Visegrad 4 Bicycle Race-Grand Prix Poland | Polònia              | 1.2  | Maciej Paterski        | Wibatech 7R Fuji                   |
| 22    | Trofeu Ciutat de San Vendemiano           | Itàlia               | 1.2U | Alberto Dainese        | Zalf Euromobil Désirée Fior        |
| 22    | Rutland-Melton Cicle Classic              | Regne Unit           | 1.2  | Gabriel Cullaigh       | Wiggins                            |
| 25-1  | Tour de Bretanya                          | França               | 2.2  | Fabien Schmidt         | Côtes d'Armor-Marie Morin          |
| 27-29 | Volta a Astúries                          | Espanya              | 2.1  | Richard Carapaz        | Team Movistar                      |
| 27-1  | Toscana-Terra de ciclisme                 | Itàlia               | 2.2U | Andrea Bagioli         | Team Colpack                       |
| 28    | Himmerland Rundt                          | Dinamarca            | 1.2  | André Looij            | Monkey Town Continental            |
| 28-29 | Belgrad-Banja Luka                        | Bòsnia i Hercegovina | 2.1  | Gašper Katrašnik       | Adria Mobil                        |
| 28    | PWZ Zuidenveld Tour                       | Països Baixos        | 1.2  | Stef Krul              | Metec-TKH-Mantel                   |
| 29-3  | Carpathia Couriers Path                   | Polònia              | 2.2U | Filip Maciejuk         | Leopard Pro Cycling                |
| 29    | Skive-Løbet                               | Dinamarca            | 1.2  | Rasmus Bøgh Wallin     | ColoQuick                          |
| 29    | París-Mantes-en-Yvelines                  | França               | 1.2  | Gianni Marchand        | Cibel-Cebon                        |

### Maig
| Data  | Cursa                                   | País          | Cat. | Vencedor             | Equip                            |
| ----- | --------------------------------------- | ------------- | ---- | -------------------- | -------------------------------- |
| 1     | Eschborn-Frankfurt                      | Alemanya      | 1.2U | Niklas Larsen        | Virtu Cycling                    |
| 1     | Memorial Andrzej Trochanowski           | Polònia       | 1.2  | Alois Kaňkovský      | Elkov-Author                     |
| 2     | Memorial Roman Siemiński                | Polònia       | 1.2  | Alois Kaňkovský      | Elkov-Author                     |
| 2-6   | Cinc anells de Moscou                   | Rússia        | 2.2  | Andrey Prostokishin  | Marathon-Tula                    |
| 3-6   | Tour de Yorkshire                       | Regne Unit    | 2.1  | Greg Van Avermaet    | BMC Racing                       |
| 3-6   | Tour de Mesopotàmia                     | Turquia       | 2.2  | Nazim Bakırcı        | Torku Şekerspor                  |
| 3-6   | Roine-Alps Isera Tour                   | França        | 2.2  | Stephan Rabitsch     | Felbermayr Simplon Wels          |
| 4-6   | Volta a la Comunitat de Madrid          | Espanya       | 2.1  | Edgar Pinto          | Vito-Feirense-BlackJack          |
| 5     | Sundvolden GP                           | Noruega       | 1.2  | Alexander Kamp       | Virtu Cycling                    |
| 6     | Gran Premi Ringerike                    | Noruega       | 1.2  | Syver Wærsted        | Uno-X Norwegian Development Team |
| 6     | Fletxa ardenesa                         | Bèlgica       | 1.2  | Cees Bol             | SEG Racing Academy               |
| 6     | Circuit del Porto-Trofeu Arvedi         | Itàlia        | 1.2  | Giovanni Lonardi     | Zalf Euromobil Désirée Fior      |
| 8-13  | Quatre Dies de Dunkerque                | França        | 2.HC | Dimitri Claeys       | Cofidis                          |
| 9-13  | Fletxa del Sud                          | Luxemburg     | 2.2  | Gianni Marchand      | Cibel-Cebon                      |
| 11-13 | Volta a Aragó                           | Espanya       | 2.1  | Jaime Rosón          | Movistar Team                    |
| 11-13 | CCC Tour-Grody Piastowskie              | Polònia       | 2.2  | Łukasz Owsian        | CCC Sprandi Polkowice            |
| 12    | Tour d'Overijssel                       | Països Baixos | 1.2  | Piotr Havik          | BEAT Cycling Club                |
| 12    | Scandinavian Race Uppsala               | Suècia        | 1.2  | Trond Trondsen       | Team Coop                        |
| 12    | Visegrad 4 Kerekparverseny - GP Hungary | Hongria       | 1.2  | František Sisr       | CCC Sprandi Polkowice            |
| 13    | Volta a Holanda del Nord                | Països Baixos | 1.2  | Julius van den Berg  | SEG Racing Academy               |
| 13    | Gran Premi de la Indústria del marbre   | Itàlia        | 1.2U | Gregorio Ferri       | Zalf Euromobil Désirée Fior      |
| 13    | Gran Premi Criquielion                  | Bèlgica       | 1.2  | Lionel Taminiaux     | AGO-Aqua Service                 |
| 15-20 | Bałtyk-Karkonosze Tour                  | Polònia       | 2.2  | Philipp Walsleben    | P&S Team Thüringen               |
| 16-20 | Volta a Noruega                         | Noruega       | 2.HC | Eduard Prades        | Euskadi Basque Country-Murias    |
| 17-20 | Ronda de l'Isard                        | França        | 2.2U | Stephen Williams     | SEG Racing Academy               |
| 18-20 | Tour de l'Ain                           | França        | 2.1  | Arthur Vichot        | Groupama-FDJ                     |
| 18-20 | París-Arràs Tour                        | França        | 2.2  | Stephan Rabitsch     | Felbermayr Simplon Wels          |
| 19-23 | Volta a Albània                         | Albània       | 2.2  | Michele Gazzara      | Sangemini-MG.Kvis-Vega           |
| 20    | Gran Premi Marcel Kint                  | Bèlgica       | 1.1  | Nacer Bouhanni       | Cofidis                          |
| 20-27 | Rás Tailteann                           | Irlanda       | 2.2  | Luuc Bugter          | Delta Cycling Rotterdam          |
| 22-24 | Tour dels Fiords                        | Noruega       | 2.HC | Michael Albasini     | Mitchelton-Scott                 |
| 23-27 | Baloise Belgium Tour                    | Bèlgica       | 2.HC | Jens Keukeleire      | Lotto-Soudal                     |
| 24-26 | Gran Premi ciclista de Gemenc           | Hongria       | 2.2  | Rok Korošec          | MyBike-Stevens                   |
| 25-27 | Hammer Stavanger                        | Noruega       | 2.1  | Mitchelton-Scott     | Mitchelton-Scott                 |
| 25-26 | Volta a Estònia                         | Estònia       | 2.1  | Grzegorz Stępniak    | Wibatech 7R Fuji                 |
| 26    | Gran Premi de Plumelec-Morbihan         | França        | 1.1  | Andrea Pasqualon     | Wanty-Groupe Gobert              |
| 27    | Boucles de l'Aulne-Châteaulin           | França        | 1.1  | Kévin Le Cunff       | Saint Michel-Auber 93            |
| 27    | Circuit de Valònia                      | Bèlgica       | 1.2  | Mikkel Honoré        | Virtu Cycling                    |
| 27    | París-Roubaix sub-23                    | França        | 1.2U | Stan Dewulf          | Bèlgica                          |
| 30-3  | Skoda-Tour de Luxemburg                 | Luxemburg     | 2.HC | Andrea Pasqualon     | Wanty-Groupe Gobert              |
| 31-3  | Szlakiem Walk Majora Hubala             | Polònia       | 2.1  | Mateusz Taciak       | CCC Sprandi Polkowice            |
| 31-3  | Boucles de la Mayenne                   | França        | 2.1  | Mathieu van der Poel | Corendon-Circus                  |

### Juny
| Data  | Cursa                                        | País          | Cat. | Vencedor             | Equip                        |
| ----- | -------------------------------------------- | ------------- | ---- | -------------------- | ---------------------------- |
| 1-3   | Hammer Sportzone Limburg                     | Països Baixos | 2.1  | Quick-Step Floors    | Quick-Step Floors            |
| 1-3   | Tour de Bihor                                | Romania       | 2.2  | Iván Sosa            | Androni Giocattoli-Sidermec  |
| 1     | Horizon Park Race for Peace                  | Ucraïna       | 1.2  | Frederik Muff        | Aura Energi-ck Aarhus        |
| 2     | Fletxa de Heist                              | Bèlgica       | 1.1  | Emīls Liepiņš        | ONE                          |
| 2     | Trofeu Alcide Degasperi                      | Itàlia        | 1.2  | Simone Ravanelli     | Biesse Carrera Gavardo       |
| 2     | Horizon Park Race Maidan                     | Ucraïna       | 1.2  | Branislau Samoilau   | Minsk CC                     |
| 3     | Coppa della Pace                             | Itàlia        | 1.2  | Matteo Sobrero       | Dimension Data-Qhubeka       |
| 3     | Gran Premi de Lugano                         | Suïssa        | 1.1  | Hermann Pernsteiner  | Bahrain-Merida               |
| 3     | Memorial Philippe Van Coningsloo             | Bèlgica       | 1.2  | Gustav Höög          | Coop                         |
| 3     | Horizon Park Race Classic                    | Ucraïna       | 1.2  | Branislau Samoilau   | Minsk CC                     |
| 7-16  | Giro Ciclistico d'Italia                     | Itàlia        | 2.2U | Aleksandr Vlàssov    | Rússia                       |
| 7     | Gran Premi del cantó d'Argòvia               | Suïssa        | 1.HC | Alexander Kristoff   | UAE Team Emirates            |
| 7-10  | Ronde de l'Oise                              | França        | 2.2  | Henrik Evensen       | Joker Icopal                 |
| 8-10  | Małopolski Wyścig Górski                     | Polònia       | 2.2  | Amaro Antunes        | CCC Sprandi Polkowice        |
| 8-10  | Volta a Sèrbia                               | Sèrbia        | 2.2  | Nicolás Tivani       | Trevigiani-Phonix-Hemus 1896 |
| 9     | Dwars door de Vlaamse Ardennen               | Bèlgica       | 1.2  | Robby Cobbaert       | Cibel-Cebon                  |
| 10    | Rund um Köln                                 | Alemanya      | 1.1  | Sam Bennett          | Bora-Hansgrohe               |
| 10    | Tour de Limburg                              | Bèlgica       | 1.1  | Mathieu van der Poel | Corendon-Circus              |
| 10    | Midden-Brabant Poort Omloop                  | Països Baixos | 1.2  | Julius van den Berg  | SEG Racing Academy           |
| 13-17 | Volta a Eslovènia                            | Eslovènia     | 2.1  | Primož Roglič        | Lotto NL-Jumbo               |
| 14-17 | Oberösterreichrundfahrt                      | Àustria       | 2.2  | Stephan Rabitsch     | Felbermayr Simplon Wels      |
| 14-17 | Ruta d'Occitània                             | França        | 2.1  | Alejandro Valverde   | Movistar Team                |
| 15    | Dwars door het Hageland                      | Bèlgica       | 1.1  | Krists Neilands      | Israel Cycling Academy       |
| 16    | Fyen Rundt                                   | Dinamarca     | 1.1  | Mads Pedersen        | Trek-Segafredo               |
| 16    | Memorial im. J. Grundmanna J. Wizowskiego    | Polònia       | 1.2  | Lukasz Owsian        | CCC Sprandi Polkowice        |
| 17    | Gran Premi Doliny Baryczy Milicz             | Polònia       | 1.2  | Kamil Małecki        | CCC Sprandi Polkowice        |
| 17    | Bruges Cycling Classic                       | Bèlgica       | 1.1  | Adam Blythe          | Aqua Blue Sport              |
| 17    | Gran Premi Horsens                           | Dinamarca     | 1.1  | Herman Dahl          | Joker Icopal                 |
| 18-21 | Tour de Mevlana                              | Turquia       | 2.2  | Onur Balkan          | Torku Şekerspor              |
| 19    | Halle-Ingooigem                              | Bèlgica       | 1.1  | Danny van Poppel     | Lotto NL-Jumbo               |
| 20-24 | Adriatica Ionica Race                        | Itàlia        | 2.1  | Iván Sosa            | Androni Giocattoli-Sidermec  |
| 21-24 | Tour de Savoia Mont Blanc                    | França        | 2.2  | Riccardo Zoidl       | Felbermayr Simplon Wels      |
| 24    | París-Chauny                                 | França        | 1.1  | Ramon Sinkeldam      | Groupama-FDJ                 |
| 27    | Internationale Wielertrofee Jong Maar Moedig | Bèlgica       | 1.2  | Jérôme Baugnies      | Wanty-Groupe Gobert          |

### Juliol
| Data  | Cursa                                       | País      | Cat. | Vencedor              | Equip                        |
| ----- | ------------------------------------------- | --------- | ---- | --------------------- | ---------------------------- |
| 3     | Trofeu Ciutat de Brescia                    | Itàlia    | 1.2  | Filippo Rocchetti     | Team Colpack                 |
| 4-7   | Cursa de Solidarność i els Atletes Olímpics | Polònia   | 2.2  | Sylwester Janiszewski | Wibatech 7R Fuji             |
| 5-8   | Sibiu Cycling Tour                          | Romania   | 2.1  | Iván Sosa             | Androni Giocattoli-Sidermec  |
| 7     | Gran Premi Jean-Pierre Monseré              | Bèlgica   | 1.1  | André Looij           | Monkey Town Continental Team |
| 7-14  | Volta a Àustria                             | Àustria   | 2.HC | Ben Hermans           | Israel Cycling Academy       |
| 8     | Giro del Medio Brenta                       | Itàlia    | 1.2  | Alexander Evtushenko  | Lokosphinx                   |
| 8     | Memorial Albert Fauville                    | Bèlgica   | 1.2  | Aksel Nõmmela         | BEAT                         |
| 8     | Gran Premi de la vila de Nogent-sur-Oise    | França    | 1.2  | Julien Antomarchi     | Roubaix Lille Métropole      |
| 10-15 | Giro de la Vall d'Aosta                     | Itàlia    | 2.2U | Vadim Pronskiy        | Astana City                  |
| 12-15 | Trofeu Joaquim Agostinho                    | Portugal  | 2.2  | José Fernandes        | W52-FC Porto                 |
| 18-22 | Gran Premi Nacional 2 de Portugal           | Portugal  | 2.2  | Raúl Alarcón          | W52-FC Porto                 |
| 22    | Gran Premi de la vila de Pérenchies         | França    | 1.2  | Kenny Dehaes          | WB Veranclassic Aqua Protect |
| 22    | V4 Special Series Debrecen - Ibrany         | Hongria   | 1.2  | Péter Kusztor         | MyBike-Stevens               |
| 25-28 | Dookoła Mazowsza                            | Polònia   | 2.2  | Szymon Sajnok         | CCC Sprandi Polkowice        |
| 25    | Clàssica d'Ordizia                          | Espanya   | 1.1  | Robert Power          | Mitchelton-Scott             |
| 26    | Gran Premi Pino Cerami                      | Bèlgica   | 1.1  | Peter Kennaugh        | Bora-Hansgrohe               |
| 28-1  | Tour de Valònia                             | Bèlgica   | 2.HC | Tim Wellens           | Lotto-Soudal                 |
| 28-30 | Kreiz Breizh Elites                         | França    | 2.2  | Damien Touzé          | Saint Michel-Auber 93        |
| 29    | Gran Premi Kranj                            | Eslovènia | 1.2  | Daniel Auer           | WSA-Pushbikers               |
| 31    | Circuit de Getxo                            | Espanya   | 1.1  | Alex Aranburu         | Caja Rural-Seguros RGA       |

### Agost
| Data  | Cursa                                | País          | Cat. | Vencedor             | Equip                         |
| ----- | ------------------------------------ | ------------- | ---- | -------------------- | ----------------------------- |
| 1-5   | Volta a Dinamarca                    | Dinamarca     | 2.HC | Wout Van Aert        | Verandas Willems-Crelan       |
| 1-5   | Tour d'Alsàcia                       | França        | 2.2  | Geoffrey Bouchard    | CR4C Roanne                   |
| 1-12  | Volta a Portugal                     | Portugal      | 2.1  | Raúl Alarcón         | W52-FC Porto                  |
| 4     | Gran Premi Kalmar                    | Suècia        | 1.2  | Gustav Höög          | Suècia                        |
| 5     | Polynormande                         | França        | 1.1  | Pierre-Luc Périchon  | Fortuneo-Samsic               |
| 5     | Fletxa del port d'Anvers             | Bèlgica       | 1.2  | Tibo Nevens          | Home Solutions-Anmapa-Soenens |
| 7-11  | Volta a Burgos                       | Espanya       | 2.HC | Iván Sosa            | Androni Giocattoli-Sidermec   |
| 8-11  | Tour de Szeklerland                  | Romania       | 2.2  | Nicolae Tanovitchii  | Novak                         |
| 9-12  | Czech Cycling Tour                   | Txèquia       | 2.1  | Riccardo Zoidl       | Felbermayr Simplon Wels       |
| 11    | Memorial Henryka Lasaka              | Polònia       | 1.2  | Mateusz Grabis       | Voster Uniwheels              |
| 11    | Slag om Norg                         | Països Baixos | 1.1  | Jan-Willem van Schip | Roompot-Nederlandse Loterij   |
| 12    | Copa dels Carpats                    | Polònia       | 1.2  | Maciej Paterski      | Wibatech Merx 7R              |
| 12    | Gran Premi de Poggiana               | Itàlia        | 1.2U | Robert Stannard      | Mitchelton-BikeExchange       |
| 14-19 | Volta a Hongria                      | Hongria       | 2.1  | Manuel Belletti      | Androni Giocattoli-Sidermec   |
| 15-18 | Tour del Llemosí                     | França        | 2.1  | Nicolas Edet         | Cofidis                       |
| 15-19 | Arctic Race of Norway                | Noruega       | 2.HC | Serguei Txernetski   | Astana Qazaqstan Team         |
| 16    | Gran Premi Capodarco                 | Itàlia        | 1.2U | Einer Rubio          | Vejus-TMF-Cicli Magnum        |
| 21-24 | Tour de Poitou-Charentes             | França        | 2.1  | Arnaud Démare        | Groupama-FDJ                  |
| 21    | Gran Premi dels Marbrers             | França        | 1.2  | Jon Mould            | JLT Condor                    |
| 21    | GP Stad Zottegem                     | Bèlgica       | 1.1  | Jérôme Baugnies      | Wanty-Groupe Gobert           |
| 22    | Arnhem Veenendaal Classic            | Països Baixos | 1.1  | Dylan Groenewegen    | Lotto NL-Jumbo                |
| 23-26 | Baltic Chain Tour                    | Estònia       | 2.2  | Emīls Liepiņš        | ONE Pro Cycling               |
| 23-26 | Volta a Alemanya                     | Alemanya      | 2.1  | Matej Mohorič        | Bahrain-Merida                |
| 24    | Great War Remembrance Race           | Bèlgica       | 1.1  | Mihkel Räim          | Israel Cycling Academy        |
| 25    | Omloop Mandel-Leie-Schelde Meulebeke | Bèlgica       | 1.1  | Wouter Wippert       | Roompot-Nederlandse Loterij   |
| 26    | Croàcia-Eslovènia                    | Eslovènia     | 1.2  | Dušan Rajović        | Adria Mobil                   |
| 26    | Ronde van Midden-Nederland           | Països Baixos | 1.2  | Casper von Folsach   | ColoQuick                     |
| 29    | Druivenkoers Overijse                | Bèlgica       | 1.1  | Xandro Meurisse      | Wanty-Groupe Gobert           |

### Setembre
| Data  | Cursa                                 | País          | Cat. | Vencedor                           | Equip                             |
| ----- | ------------------------------------- | ------------- | ---- | ---------------------------------- | --------------------------------- |
| 1     | Brussels Cycling Classic              | Bèlgica       | 1.HC | Pascal Ackermann                   | Bora-Hansgrohe                    |
| 1     | Lillehammer GP                        | Noruega       | 1.2  | Alexander Kamp                     | Team Waoo                         |
| 2-9   | Volta a la Gran Bretanya              | Regne Unit    | 2.HC | Julian Alaphilippe                 | Quick-Step Floors                 |
| 2     | Gran Premi de Fourmies                | França        | 1.HC | Pascal Ackermann                   | Bora-Hansgrohe                    |
| 2     | Antwerp Port Epic                     | Bèlgica       | 1.1  | Guillaume Van Keirsbulck           | Wanty-Groupe Gobert               |
| 2     | Gylne Gutuer                          | Noruega       | 1.2  | Jasper Philipsen                   | Hagens Berman-Axeon               |
| 5-9   | Okolo Jižních Čech                    | Txèquia       | 2.2  | Michael Kukrle                     | Elkov-Author                      |
| 6-8   | Giro del Friül-Venècia Júlia          | Itàlia        | 2.2  | Tadej Pogačar                      | Ljubljana Gusto Xaurum            |
| 9     | Tour de Doubs                         | França        | 1.1  | Julien Simon                       | Cofidis                           |
| 9     | Chrono champenois                     | França        | 1.2  | Martin Madsen                      | BHS-Almeborg Bornholm             |
| 11-16 | Olympia's Tour                        | Països Baixos | 2.2U | Julius Johansen                    | ColoQuick                         |
| 12    | Gran Premi de Valònia                 | Bèlgica       | 1.1  | Jasper Stuyven                     | Trek-Segafredo                    |
| 12-16 | Volta a Eslovàquia                    | Eslovàquia    | 2.1  | Julian Alaphilippe                 | Quick-Step Floors                 |
| 13-16 | Tour de Capadòcia                     | Turquia       | 2.2  | Alexandr Ovsyannikov               | Vino-Astana Motors                |
| 14    | Campionat de Flandes                  | Bèlgica       | 1.1  | Dylan Groenewegen                  | Lotto NL-Jumbo                    |
| 15    | Primus Classic                        | Bèlgica       | 1.HC | Taco van der Hoorn                 | Roompot-Nederlandse Loterij       |
| 15    | Coppa Agostoni                        | Itàlia        | 1.1  | Gianni Moscon                      | Team Sky                          |
| 16    | Raiffeisen Grand Prix                 | Àustria       | 1.2  | Maciej Paterski                    | Wibatech Merx 7R                  |
| 16    | Coppa Bernocchi                       | Itàlia        | 1.1  | Sonny Colbrelli                    | Bahrain-Merida                    |
| 16    | Gran Premi Jef Scherens               | Bèlgica       | 1.1  | Jasper Stuyven                     | Trek-Segafredo                    |
| 19    | Giro de la Toscana                    | Itàlia        | 2.1  | Gianni Moscon                      | Team Sky                          |
| 19    | Circuit de Houtland                   | Bèlgica       | 1.1  | Jonas Van Genechten                | Vital Concept                     |
| 19-23 | Volta a Romania                       | Romania       | 2.2  | Serghei Tvetcov                    | UnitedHealthcare                  |
| 20    | Coppa Sabatini                        | Itàlia        | 1.1  | Juan José Lobato                   | Nippo-Vini Fantini-Europa Ovini   |
| 22    | Memorial Marco Pantani                | Itàlia        | 1.1  | Davide Ballerini                   | Androni Giocattoli-Sidermec       |
| 22    | Eurométropole Tour                    | Bèlgica       | 1.HC | Mads Pedersen                      | Trek-Segafredo                    |
| 23    | Trofeu Matteotti                      | Itàlia        | 1.1  | Davide Ballerini                   | Androni Giocattoli-Sidermec       |
| 23    | Tour del Gavaudan Llenguadoc-Rosselló | França        | 2.2  | Jaakko Hänninen                    | EC Saint-Étienne Loire            |
| 23    | Gran Premi d'Isbergues                | França        | 1.1  | Philippe Gilbert                   | Quick-Step Floors                 |
| 23    | Duo Normand                           | França        | 1.1  | Martin Toft Madsen · Rasmus Quaade | BHS-Almeborg Bornholm             |
| 23    | Gooikse Pijl                          | Bèlgica       | 1.1  | Jordi Meeus                        | SEG Racing Academy                |
| 25    | Ruota d'Oro                           | Itàlia        | 1.2U | Samuele Zoccarato                  | ASD Bottoli General Store Zardini |
| 27    | Famenne Ardenne Classic               | Bèlgica       | 1.1  | Guillaume Boivin                   | Israel Cycling Academy            |
| 27-30 | Tour del Mar Negre                    | Turquia       | 2.2  | Ramūnas Navardauskas               | Bahrain-Merida                    |

### Octubre
| Data | Cursa                       | País          | Cat. | Vencedor             | Equip                   |
| ---- | --------------------------- | ------------- | ---- | -------------------- | ----------------------- |
| 2    | Binche-Chimay-Binche        | Bèlgica       | 1.1  | Danny van Poppel     | Lotto NL-Jumbo          |
| 3    | Tour de Münster             | Alemanya      | 1.HC | Max Walscheid        | Team Sunweb             |
| 4    | París-Bourges               | França        | 1.1  | Valentin Madouas     | Groupama-FDJ            |
| 6    | Giro de l'Emília            | Itàlia        | 1.HC | Alessandro De Marchi | BMC Racing              |
| 6    | Tour de Vendée              | França        | 1.1  | Nico Denz            | AG2R La Mondiale        |
| 7    | Gran Premi Bruno Beghelli   | Itàlia        | 1.HC | Bauke Mollema        | Trek-Segafredo          |
| 7    | París-Tours                 | França        | 1.HC | Søren Kragh Andersen | Team Sunweb             |
| 7    | París-Tours sub-23          | França        | 1.2U | Marten Kooistra      | SEG Racing Academy      |
| 7    | Piccolo Giro de Llombardia  | Itàlia        | 1.2U | Robert Stannard      | Mitchelton-BikeExchange |
| 9    | Tre Valli Varesine          | Itàlia        | 1.HC | Toms Skujiņš         | Trek-Segafredo          |
| 10   | Milà-Torí                   | Itàlia        | 1.HC | Thibaut Pinot        | Groupama-FDJ            |
| 11   | Giro del Piemont            | Itàlia        | 1.HC | Sonny Colbrelli      | Bahrain-Merida          |
| 13   | Tacx Pro Classic            | Països Baixos | 1.1  | Peter Schulting      | Monkey Town Continental |
| 13   | Fletxa costanera            | Bèlgica       | 1.2  | Timothy Stevens      | Cibel-Cebon             |
| 14   | Crono de les Nacions        | França        | 1.1  | Martin Toft Madsen   | BHS-Almeborg Bornholm   |
| 14   | Crono de les Nacions sub-23 | França        | 1.2U | Mathias Norsgaard    | Riwal CeramicSpeed      |

## Classificacions
- Font:[1] · [2]

| #  | Ciclista           | Equip                        | Pts.  |
| -- | ------------------ | ---------------------------- | ----- |
| 1  | Hugo Hofstetter    | Cofidis                      | 1.028 |
| 2  | Pascal Ackermann   | Bora-Hansgrohe               | 1.020 |
| 3  | Timothy Dupont     | Wanty-Groupe Gobert          | 996   |
| 4  | Alejandro Valverde | Team Movistar                | 959   |
| 5  | Tim Wellens        | Lotto-Soudal                 | 831   |
| 6  | Andrea Pasqualon   | Wanty-Groupe Gobert          | 801   |
| 7  | Sonny Colbrelli    | Bahrain-Merida               | 742,8 |
| 8  | Thibaut Pinot      | Groupama-FDJ                 | 715   |
| 9  | Fabio Jakobsen*    | Quick-Step Floors            | 682   |
| 10 | Kenny Dehaes       | WB Aqua Protect Veranclassic | 673   |

| #  | Équipe                          | Pts.     |
| -- | ------------------------------- | -------- |
| 1  | Wanty-Groupe Gobert             | 4.043    |
| 2  | Cofidis                         | 3.434    |
| 3  | Androni Giocattoli-Sidermec     | 3.012    |
| 4  | Direct Énergie                  | 2.846    |
| 5  | Roompot-Nederlandse Loterij     | 2747     |
| 6  | CCC Sprandi Polkowice           | 2.304,97 |
| 7  | Israel Cycling Academy          | 2.266,71 |
| 8  | Sport Vlaanderen-Baloise        | 2.007    |
| 9  | Nippo-Vini Fantini-Europa Ovini | 1.956,2  |
| 10 | WB Aqua Protect Veranclassic    | 1.840    |

| #  | País          | Pts.     |
| -- | ------------- | -------- |
| '1 | Bèlgica       | 5.489    |
| 2  | Itàlia        | 5.335,8  |
| 3  | França        | 5.111    |
| 4  | Països Baixos | 4.410,12 |
| 5  | Espanya       | 4.134    |
| 6  | Alemanya      | 3.877,14 |
| 7  | Eslovènia     | 2.812,71 |
| 8  | Dinamarca     | 2.679,92 |
| 9  | Suïssa        | 2.343,83 |
| 10 | Polònia       | 2.107,84 |

| #  | País          | Pts.     |
| -- | ------------- | -------- |
| 1  | Països Baixos | 1.830,22 |
| 2  | Bèlgica       | 1.639,17 |
| 3  | França        | 1.549    |
| 4  | Dinamarca     | 1.255,5  |
| 5  | Itàlia        | 1.121    |
| 6  | Alemanya      | 846      |
| 7  | Suïssa        | 843      |
| 8  | Eslovènia     | 818      |
| 9  | Noruega       | 740.46   |
| 10 | Polònia       | 717.71   |